# Théodoric Balat
Pour les articles homonymes, voir Balat.
Théodoric Balat est un prêtre français, né le 23 octobre 1858 à Saint-Martin-du-Taur, à Montans dans le Tarn, mort martyr le 9 juillet 1900 à Taiyuan en Chine, où il était missionnaire franciscain observant.
Reconnu martyr, il est canonisé par le pape Jean-Paul II le 1er octobre 2000 sur la place Saint-Pierre de Rome. Il est fêté le 9 juillet.

## Biographie
Théodoric Balat naît le 23 octobre 1858 dans la paroisse Saint-Martin-du-Taur, sur la commune française de Montans, dans le diocèse d'Albi, Tarn,,. Il est le fils d'un forgeron. Il effectue ses études à l'école des Frères de la doctrine chrétienne, puis au petit séminaire de Lavaur, où un franciscain missionnaire vient leur parler des missions en Chine, et donne l'idée à Théodoric Balat de devenir missionnaire.
Après le petit séminaire, il continue ses études pendant deux ans au grand séminaire d'Albi, puis entre en 1880 au noviciat des Franciscains à Pau. En novembre de cette année-là, il doit se réfugier avec ses condisciples dans les dépendances d'un château, à cause des mesures contre les ordres religieux, il y passe quatre mois puis il s'exile en 1881 en Angleterre. C'est là qu'il prononce ses vœux.
Théodoric Balat est ordonné prêtre en 1884 à Paris, puis célèbre ses premières messes dans le Tarn. Il est ensuite malade et doit séjourner à Lyon avant de s'embarquer, puis doit patienter de nouveau en Palestine, avant de pouvoir continuer sa route via Port-Saïd et le récent canal de Suez. Il parvient enfin en Chine et arrive en décembre 1885 à Taiyuan, la capitale du Shanxi où il doit exercer son ministère,.
Il parcourt la région proche de la Grande Muraille, dans le nord du Shanxi, région pauvre où il visite les chrétiens, et contacte des non-chrétiens. Il devient directeur du petit séminaire au nouveau couvent de Tong-el-Keo, puis il y est maître des novices. Sa santé étant trop atteinte, il revient à Taiyuan. Il y travaille au vicariat, s'occupant des questions matérielles. Il est aussi aumônier des religieuses et de l'orphelinat.
Pendant la révolte des Boxers, ceux-ci s'en prennent à tout ce qu'ils considèrent comme une menace pour leur culture, en particulier aux légations étrangères et aux chrétiens. Le 9 juillet 1900 à Taiyuan, Théodoric Balat est tué comme d'autres chrétiens, catholiques ou protestants, européens ou chinois.

## Canonisation
Théodoric Balat est reconnu comme martyr par l'Église catholique. Il est canonisé (proclamé saint) par le pape Jean-Paul II le 1er octobre 2000 sur la place Saint-Pierre de Rome. Il est fêté le 9 juillet.